# Garthia penai
Espèce
Synonymes
- Homonota penai (Donoso-Barros, 1966)

Garthia penai est une espèce de geckos de la famille des Phyllodactylidae.

## Répartition
Cette espèce est endémique de la région de Coquimbo au Chili.

## Étymologie
Cette espèce est nommée en l'honneur de Luis Enrique Peña Guzmán (1921-1995).

## Publication originale
- Donoso-Barros, 1966 : Reptiles de Chile, Santiago: Universidad de Chile, p. 1-458.